# (2744) Birgitta
(2744) Birgitta es un asteroide perteneciente al grupo de los asteroides que cruzan la órbita de Marte descubierto por Claes-Ingvar Lagerkvist desde el Observatorio de Kvistaberg, Suecia, el 4 de septiembre de 1975.

## Designación y nombre
Birgitta recibió inicialmente la designación de 1975 RB.
Posteriormente, en 1984, se nombró en honor de Anna Birgitta Angelica Lagerkvist, hija del descubridor.

## Características orbitales
Birgitta está situado a una distancia media del Sol de 2,303 ua, pudiendo alejarse hasta 3,065 ua y acercarse hasta 1,541 ua. Tiene una inclinación orbital de 6,752 grados y una excentricidad de 0,3308. Emplea 1277 días en completar una órbita alrededor del Sol.

## Características físicas
La magnitud absoluta de Birgitta es 14,78 y el periodo de rotación de 8,994 horas. Está clasificado en el tipo espectral S.